# Vlag van Langemark-Poelkapelle
De vlag van Langemark-Poelkapelle werd door de gemeenteraad op 18 juni 1987 officieel vastgesteld als de gemeentelijke vlag van de West-Vlaamse gemeente Langemark-Poelkapelle. Op 13 oktober 1987 werd hij door het Bestuur van Vlaanderen bevestigd en uiteindelijk gepubliceerd op 16 september 1988 in het officiële Belgisch Staatsblad.
Officieel wordt de vlag beschreven als:
Twee even lange banen van rood en van blauw met op het midden het gemeentewapen.
Het linkerdeel van dit wapen vertegenwoordigt het wapen van Cleven en het rechterdeel het wapen van Gruijterzale. De kleuren rood en blauw zijn afkomstig op het gemeentewapen.

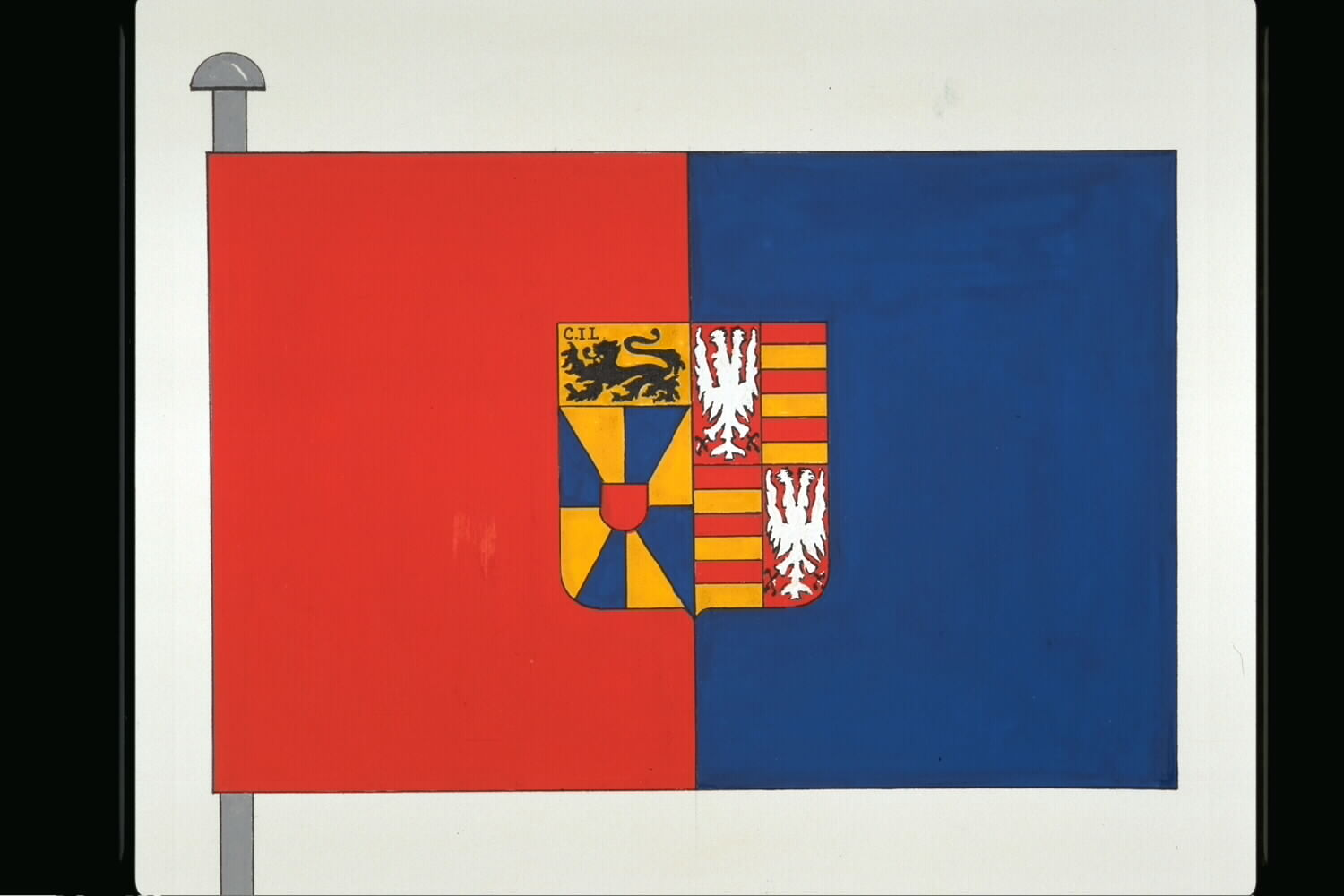
Officiële tekening van de vlag